# Brackel
Brackel (phát âm tiếng Đức: [ˈbʁaːkəl]) là một đô thị thuộc huyện Harburg, bang Niedersachsen, Đức. Đô thị này có diện tích 13,91 km².